# Maháráštra
Maháráštra (maráthsky महाराष्ट्र, Maháráštra, anglicky Maharashtra), v překladu Velký národ je svazový stát v západní Indii. Na severozápadě sousedí s Gudžarátem, na severu s Madhjapradéšem, na východě s Čhattísgarhem, na jihovýchodě s Ándhrapradéšem a na jihu s Karnátakou a Goou. Na západě ho omývají vody Arabského moře; nedaleko od pobřeží je na severu mezi Maháráštru a Gudžarát vetknuto území Nágar Havélí, součást svazového teritoria Dádra a Nagar Havélí a Daman a Díu.
Její obyvatelé Maráthové hovoří indoárijským jazykem maráthštinou, příbuznou hindštině. Maháráštra byla vytvořena v roce 1956 rozšířením státu Bombaj (za britské vlády tzv. Bombajské prezidentství) o maráthsky mluvící regiony Maráthváda (do té doby součást státu Hajdarábád) a Vidarbha (součást Centrálních provincií, pozdějšího Madhjapradéše).

V Maháráštře žije přes 96 milionů obyvatel. Po Uttarpradéši a čínské provincii Che-nan je třetí nejlidnatější nižší územní jednotkou na světě. Kdyby byla suvernéním státem, v počtu lidí by zaujímala 12. místo na světě.

## Správní členění
Maháráštra se dělí na 35 okresů (maráthsky जिल्हा džilhá, pl. जिल्हे džilhé, anglicky district, pl. districts).
- AK अकोला / Akolá / Akola
- AM अमरावती / Amrávatí (Amarávatí) / Amravati
- AH अहमदनगर / Ahmadnagar (Ahamadanagara) / Ahmednagar
- OS उस्मानाबाद / Usmánábád (Usmánábáda) / Osmanabad
- AU औरंगाबाद / Aurangábád (Aurangábáda) / Aurangabad
- KO कोल्हापूर / Kólhápúr (Kólhápúra) / Kolhapur
- GA गडचिरोली / Gadčirólí (Gadačirólí) / Gadchiroli
- GO गोंदिया / Góndijá / Gondiya
- CH चंद्रपूर / Čandrapúr (Čandrapúra) / Chandrapur
- JG जळगाव / Džalgáv (Džallagáva) / Jalgaon
- JN जालना / Džálná (Džálaná) / Jalna
- DH धुळे / Dhulé / Dhule
- NB नंदुरबार / Nandurbár (Nandurabára) / Nandurbar
- NG नागपूर / Nágpúr (Nágapúra) / Nagpur
- NS नाशिक / Násik (Nášika) / Nashik
- ND नांदेड / Nándéd (Nándéda) / Nanded
- TH ठाणे / Tháné / Thane
- PA परभणी / Parbhaní (Parabhaní) / Parbhani
- PU पुणे / Puné / Pune
- BI बीड / Bíd (Bída) / Beed
- BU बुलढाणा / Buldháná (Buladháná) / Buldhana
- BH भंडारा / Bhandára / Bhandara
- MC मुंबई जिल्हा / Bombaj (Mumbaí) / Mumbai City
- MU मुंबई उपनगर जिल्हा / Mumbaí upanagar džilhá / Mumbai Suburban District
- YA यवतमाळ / Javatmál (Javatamálla) / Yavatmal
- RT रत्नागिरी / Ratnágirí / Ratnagiri
- RG रायगड / Rájgad (Rájagada) / Raigad
- LA लातूर / Látúr (Látúra) / Latur
- WR वर्धा / Vardhá / Wardha
- WS वाशिम / Vášim (Vášima) / Washim
- ST सातारा / Sátárá / Satara
- SN सांगली / Sánglí (Sángalí) / Sangli
- SI सिंधुदुर्ग / Sindhudurg (Sindhudurga) / Sindhudurg
- SO सोलापूर / Sólápúr (Sólápúra) / Solapur
- HI हिंगोली / Hingólí / Hingoli

## Geografie

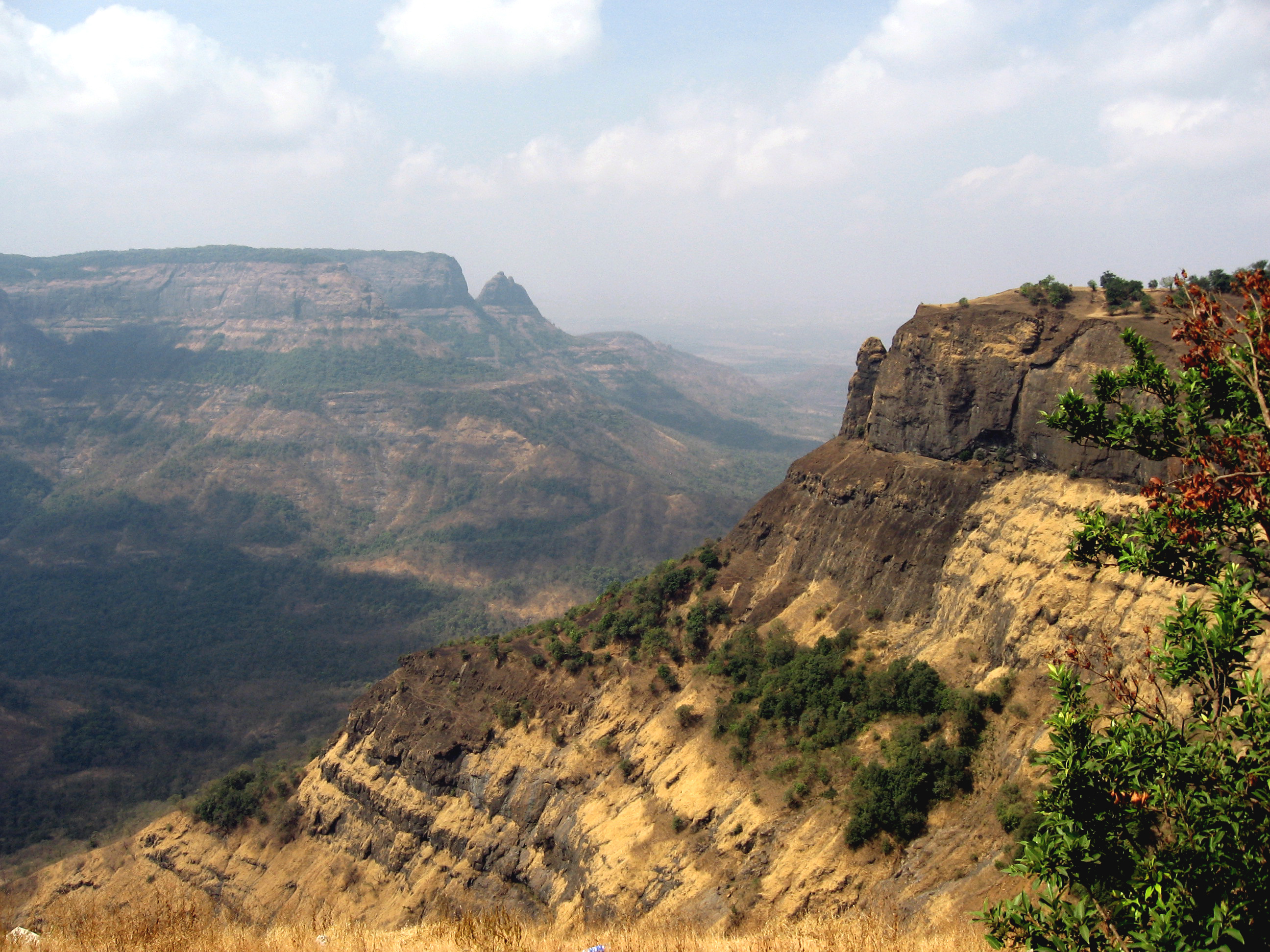
Západní Ghát

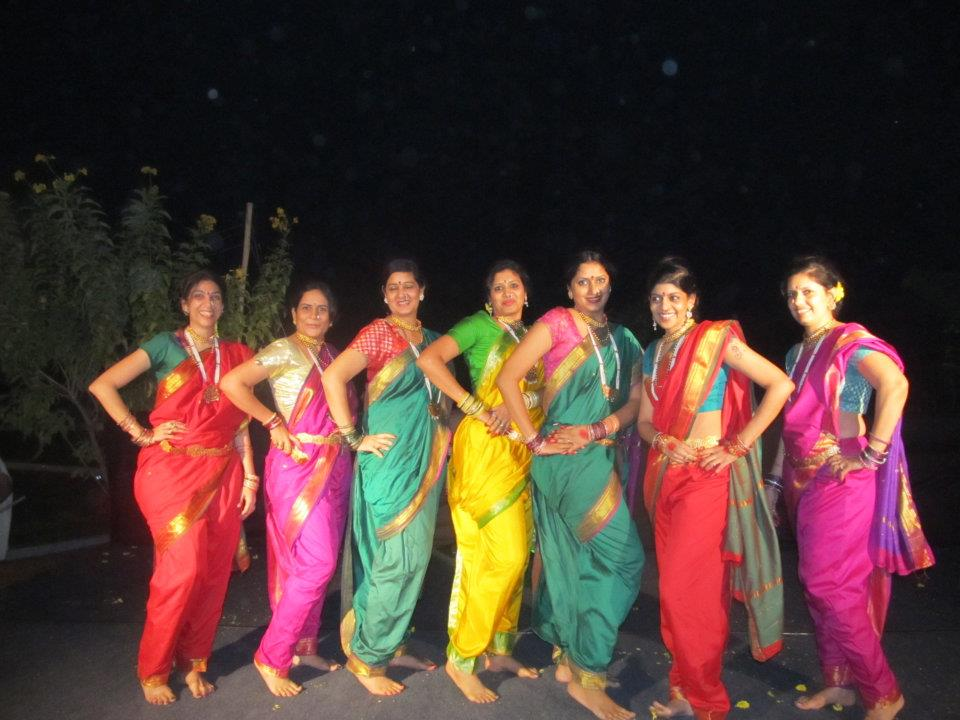
Ženy z Maháráštry v tradičním sárí

Maháráštra leží v tropickém pásmu v podobných zeměpisných šířkách jako např. jižní okraj Sahary nebo mexický poloostrov Yucatán. Rozlohou 307 713 km² je srovnatelná s Itálií a Polskem. Ze západu na východ měří asi 800 km. V severojižním směru je nejširší západní část státu (téměř 700 km), zatímco směrem k východu se Maháráštra zužuje (na úrovni Nágpúru jen asi 200 km).
Pohoří Západní Ghát (Sahjádrí), které se táhne severojižním směrem souběžně s pobřežím, dělí Maháráštru na dvě nestejně velké části. Úzký pobřežní pás je v severní části vyplněn rozsáhlou bombajskou aglomerací, od ní na jih pak začíná řidčeji osídlené a hůře dostupné Konkánské pobřeží.
Vlastní hory se zvedají do výšek překračujících 1000 m nad mořem, nejvyšší bod Maháráštry Kalsúbáí měří 1646 m. Reliéf je na mnoha místech silně poznamenán erozí do tvaru stolových hor, strmých stěn a kaňonů. Západní svahy zachytávají vlhkost od Arabského moře a jsou porostlé hustou tropickou džunglí; vnitrozemská část je porostlá suchými opadavými lesy, keři a místy má až polopouštní charakter.
Na východě hory klesají pozvolněji a ve výšce kolem 500 m n. m. přecházejí v Dekánskou plošinu, která představuje největší část Maháráštry.
Důležité řeky pramení v Západním Ghátu a tečou východním směrem přes Dekánskou plošinu, kde opouštějí Maháráštru a sousedními státy směřují do Bengálského zálivu. Na severu je to posvátná řeka Gódávarí (pramení u Trjambaku nedaleko Násiku), na jihu pak především řeka Krišna.
Mezi nejdůležitější města Maháráštry patří Bombaj na břehu Arabského moře (i s aglomerací má asi 16 mil. obyvatel), dále Puné (Púna, asi 4 mil. obyvatel) a Násik (1 mil.) na východních svazích Ghátu; zhruba uprostřed státu Aurangábád (870 tis.) a na východě pak Nágpúr (2 mil.)